# (20476) Chanarich
(20476) Chanarich (1999 NH12) – planetoida z grupy pasa głównego asteroid okrążająca Słońce w ciągu 3,28 lat w średniej odległości 2,21 j.a. Odkryta 13 lipca 1999 roku.